# Henk Vredeling
Hendrikus (Henk) Vredeling, né le 20 novembre 1924 à Amersfoort et mort le 27 octobre 2007, est un homme politique néerlandais.

## Biographie
Il est élu en 1956 à la Seconde Chambre des États généraux. Membre du Parti travailliste, il est élu député européen en 1958 jusqu'en 1973.
En 1973, il est nommé ministre de la Défense, poste qu'il occupe jusqu'en 1977 date à laquelle il devient membre de la commission de Roy Jenkins (1977-1981), dont il est vice-président chargé de l'Emploi et des Affaires sociales.